# Inițiativa Civică de Centru-Dreapta
Inițiativa Civică de Centru-Dreapta este un proiect alternativ actualei clase politice de orientare centru-dreapta, propus cetățenilor și realizat prin mobilizarea lor, prin care se dorește redarea românilor a încrederii și a speranței. Se doreste construirea unui spațiu politic în care civilitatea și moderația să fie cele care vor domina viața politică românească de aici înainte si meritul, competența, seriozitatea și profesionalismul sa fie rasplatite ca atare. 
Aceasta platforma a cetățenilor s-a nascut ca un raspuns a celor ce nu mai pot accepta ca decepția și dezamăgirea să ducă la demobilizare și anomie cu rezultate nefaste asupra societații romanești. Pentru a le reda românilor încrederea în acțiunea publică e nevoie ca aceștia să fie ascultați și să se acționeze alături de ei și pentru ei.
Punctul de plecare este convingerea că un proiect politic trebuie să se bazeze înainte de orice pe valori și principii, nu pe decizii conjuncturale. Aceste valori fundamentale trebuie să ghideze întreaga activitate a Platformei, de la modul de selecție a membrilor până la politica de asociere și cooperare cu organizații similare sau politice.
Partidul afiliat ONG-ului este Forța Civică, condusă de Ungureanu

## Membrii fondatori
- Mihai Răzvan Ungureanu
- Monica Macovei
- Cristian Preda
- Ioan Stanomir

## Manifest
- În politica internă, se vrea să fie răsplătite meritul și competența, seriozitatea și profesionalismul. Se urmarește reformarea vieții politice si publice romanești de improvizații și de traseism, de baroni locali și de clienți politici!
- În economia romanească, capitalismul a ajuns să însemne parazitarea statului. Țara are nevoie de un sistem economic în care profitul să nu vină din aranjamente cu statul. A fi capitalist presupune să dai răspuns la o cerere reală, oferind bunuri și servicii care satisfac nevoile cetățenilor manifestate liber. Truda zilnică trebuie răsplătită, astfel încât fiecare să fie scutit de frica zilei de mâine.
- În sfera protecției sociale, abuzul, delapidarea și ineficiența au subminat chiar ideea de a proteja. Se dorește introducerea unui sistem eficient, în care resursele sa ajungă la cei care au cu adevărat nevoie de ele. Un stat rațional îi va proteja pe cei slabi și nevoiași, nu pe descurcăreți.
- În viața publică, vulgaritatea și cinismul au ajuns să fie considerate naturale. Discursul extremist și radical îi seduce pe unii și-i demobilizează pe alții. E nevoie să se reinventeze standardele unei vieți civilizate, europene ca și moderația politică.
- În sistemul de justiție, corupția continuă să se impună. Vrem ca legea să fie regulă aplicată tuturor, nu un cadou pentru un interes de grup sau pentru persoane influente.
- Educația a ajuns să fie pur și simplu batjocorită, deși ar trebui să fie ramura principală a economiei naționale și sursa identității noastre și a valorilor europene. Vrem să oprim acest dezastru, pentru a avea un viitor în noul mileniu. În educație, ca și în celelalte ramuri ale societății, trebuie sprijinită promovarea bazată pe merite și adoptarea unor standarde educationale ridicate.
- Din punct de vedere demografic și cultural, societatea romanească se află la o răscruce. Emigrația, scăderea populației și de-naționalizarea pun sub semnul întrebării existența neamului. Credem că e preferabil să reacționăm în mod hotărât, inteligent și pragmatic. Dorim să redăm speranță cetățenilor si posibilitatea de a se împlini intr-o societate bazată pe valori autentice si trainice.

## Legaturi externe
ICCD - Inițiativa Civică de Centru-Dreapta Arhivat în 12 februarie 2014, la Wayback Machine.